# Legio I Flavia Pacis
 Legio I Flavia Pacis (I Флавіїв Миротворчий легіон) — римський легіон часів пізньої імперії. Отримав назву на честь 2-ї Флавієвої династії (відома як династія Костянтина).

## Історія
Був створений 293 року (разом з Legio II Flavia Virtutis та Legio III Flavia Salutis) за наказом імператора Констанція I задля боротьби проти узурпатора Караузія, що захопив владу у Британії. Сформований з лімітанів (прикордонних загонів). В подальшому після здійснення вдалого десантування на острові з успіхом діяв проти узурпатора Аллекта, що вбив Караузія. У Британії залишався до 305 року, діючи проти піктів.
Підтримав імператора Костянтина I у боротьбі за владу. У 312 році підпорядковано дуксу Арморики та Нервії, базуючись на території сучасного півострова Бретань (Франція). Тут відповідав за захист морських кордонів від нападу франкських піратів. Вексиляції легіону допомагали Костянтину I здобути владу у битвах з Максенцієм та Ліцінієм. Після цього основні частини передено на Рейнський кордон (разом з Legio II Flavia Virtutis).
373 року підпорядковувався Флавію Феодосію, який очолив армію проти узурпатора Фірма у Мавретанії. Ймовірно в цей час дістав прізвисько Pacis (Миротворчий). Деякий час перебував у Цезареї Мавретанській. У 389 році частину легіону відправлено до Британії, де стояла табором у містечку Магіс. Підпорядковувалася дуксу Британії. Близько 407 року ці частини переведено до Галлії. У 413 році перебазована до Салеціону (сучасне м. Зельц, Ельзас, Франція). Підпорядковувалася дуксу Могонтіакському.
У 390-х роках (відповідно до Notitia Dignitatum) значна частина легіону перебувала у провінції Африка, кордони якої захищав від нападу кочовників. Підкорявся коміту Африки. Залишався також і на початку V ст. У 427 році легіон підтримав Боніфація, який боровся проти Аеція.
В подальшому легіон разом з Legio II Flavia Virtutis, Legio III Flavia Salutis та Legio II Flavia Constantiniana брав участь у війні з вандалами на чолі із Гейзеріхом, під час якої зазнав істотних втрат. Ймовірно перестав існувати у 430-х роках.